# Tzucacab
Tzucacab är en ort i Mexiko.   Den ligger i kommunen Tzucacab och delstaten Yucatán, i den östra delen av landet, 1 100 km öster om huvudstaden Mexico City. Tzucacab ligger 37 meter över havet och antalet invånare är 9 819.
Terrängen runt Tzucacab är platt. Runt Tzucacab är det ganska glesbefolkat, med 24 invånare per kvadratkilometer. Närmaste större samhälle är Peto, 14,6 km öster om Tzucacab. I omgivningarna runt Tzucacab växer i huvudsak städsegrön lövskog.